# Billie Gillespie (1873-1942)
Ne doit pas être confondu avec Billy Gillespie (1891-1981).
Pour les articles homonymes, voir Gillespie.
William (Billie) Gillespie, né le 2 octobre 1873 et mort en 1942, est un footballeur écossais qui joue au poste d'avant-centre, « traînant dans la surface de réparation pour marquer de nombreux buts ». Il joue pour le Manchester City F.C. entre 1896 et 1904 et marque 126 buts en 218 matchs avec ce club.

## Biographie

### Jeunesse
William (Billie) Gillespie commence sa carrière de footballeur en jouant pour son équipe locale de Strathclyde.

### Lincoln City
En 1895, Gillespie signe au Lincoln City, qui évolue alors en seconde division au sein de l'English Football League. En 37 matchs avec ce club, il marque 16 buts. 

### Manchester City
En janvier 1897, Gillespie signe à Manchester City, qui évolue également dans la Second Division. Pendant 8 ans, son association avec l'ailier droit gallois Billy Meredith se révèle très efficace. Il marque son premier but avec les Citizens lors d'une défaite 3-1 contre Darwen. Lors de sa première saison avec Manchester, il joue 11 matchs et marque 4 buts. L'équipe termine, quant à elle, en sixième position, 10 points derrière le champion, Notts County.
Lors de la saison 1897–1898, il est le meilleur buteur du club avec 18 buts inscrits en 30 matchs. Il aide ainsi son club à se hisser à la troisième place de la Second Division, neuf points derrière le champion, Burnley. La saison suivante, en 1898-1899, il est le deuxième meilleur buteur du club avec 17 réalisations, et contribue aux bonnes performances de son club tout au long de la saison. Perdant seulement deux matchs en championnat, City est promu en First Division. Billy Meredith est le meilleur buteur de l'équipe, avec 29 buts lors de cette saison. 
Durant la saison 1899–1900, Gillespie marque 8 buts, soit le troisième meilleur total de l'équipe. Le club termine neuvième du championnat. Le premier but de Gillespie en First Division intervient lors d'une victoire 4-0 contre Derby County. La saison suivante, Gillespie est en concurrence avec Joe Cassidy, qui est le meilleur buteur du club lors de cette saison 1900-1901. Néanmoins, Cassidy est transféré à Middlesbrough après un conflit salarial. Gillespie marque un total de 9 buts en 23 matchs cette saison-là.
En 1901-1902, Gillespie est le meilleur buteur de l'équipe avec 15 buts en 24 matchs. City termine pourtant à la 18e place, avec seulement 28 points, et se voit relégué en Second Division une nouvelle fois. Sam Ormerod quitte son poste d'entraîneur du club et laisse sa place à Tom Maley. Maley renforce l'équipe en achetant de nombreux joueurs tels que Billy Lot Jones, Sandy Turnbull ou Jimmy Bannister, et le club obtient immédiatement son billet pour la First Division en remportant le championnat de Second Division en 1902-1903. L'équipe marque notamment 95 buts en 34 matchs et Gillespie est le deuxième meilleur buteur du championnat avec 30 buts.
Lors de la saison 1903–1904, Gillespie est le meilleur buteur du club en championnat, avec 18 buts marqués et l'équipe termine à la deuxième place de la First Division, seulement trois points derrière Sheffield Wednesday. City bat Sheffield Wednesday 3–0 lors de la demi-finale de FA Cup avec un but de Gillespie notamment. City remporte la compétition en battant 1-0 le club de Bolton Wanderers grâce à un but (contesté) de Billy Meredith.
Lors de la saison 1904–1905, Gillespie ne marque que 7 buts en 16 matchs, soit un but de moins que ses coéquipiers Billy Meredith et Frank Booth, et 12 de moins que Sandy Turnbull. Manchester City termine à la troisième place lors de cette saison, deux points derrière Newcastle United. À la fin de la saison, la Football Association mène une enquête concernant les activités financières du club et découvre que City a payé des primes à certains de ses joueurs. La FA déclare que l'entraîneur de l'équipe Tom Maley doit être suspendu à vie de toute activité footballistique et suspend 17 joueurs du club jusqu'en janvier 1907. Gillespie refuse de payer son amende et décide de quitter le Royaume-Uni pour les États-Unis. En 218 matchs avec les Citizens, il marque à 128 reprises. 

### Vie privée
Gillespie passe le reste de sa vie dans la ville de Lynn dans le Massachusetts. Il continue à aimer le football et entraîne une équipe de l'université Harvard. Son frère, Matt joue, lui, pour les clubs de Lincoln FC, Newton Heath, Blackburn Rovers et Accrington. Billie meurt en 1942.

### Palmarès

#### En tant que joueur
Manchester City
- Vainqueur de la FA Cup : 1904
- Champion de Second Division : 1898–99, 1902–03